# Waldir Luís Buzatto
'
Waldir Luís Buzatto' (Palmeira das Missões, 20 de maio de 1932 — Florianópolis, 8 de novembro de 2011) foi um político brasileiro.
Filho de Ângelo Buzatto e de Amélia Buzatto, era casado com Dyva Annoni Buzatto, natural de Garibaldi (RS).
Mudou-se ainda muito jovem para São Miguel do Oeste, onde atuou em várias profissões, como comerciante, gráfico, e piloto de aeroplano.
Foi  vereador por dois mandatos em São Miguel do Oeste e deputado à Assembleia Legislativa de Santa Catarina na 6ª legislatura (1967 — 1971), na 7ª legislatura (1971 — 1975) e na 8ª legislatura (1975 — 1979), eleito pelo Movimento Democrático Brasileiro (MDB).
Foi sepultado no cemitério municipal de São Miguel do Oeste.